# Манагуа
Мана́гуа (исп. Managua [maˈnaɣwa]) — столица и крупнейший город Никарагуа; является также административным центром одноимённого департамента страны. Расположен на юго-западном берегу озера Манагуа в департаменте Манагуа. Численность населения в 2016 году оценивалась в 1 042 641 человек в административных пределах города, и 1 401 687 человек в столичном районе, в который также входят муниципалитеты Сьюдад-Сандино, Эль-Крусеро, Ниндири, Тикуантепе и Типитапа.
Город стал столицей Никарагуа в 1852 году. Ранее столицей были города Леон и Гранада.

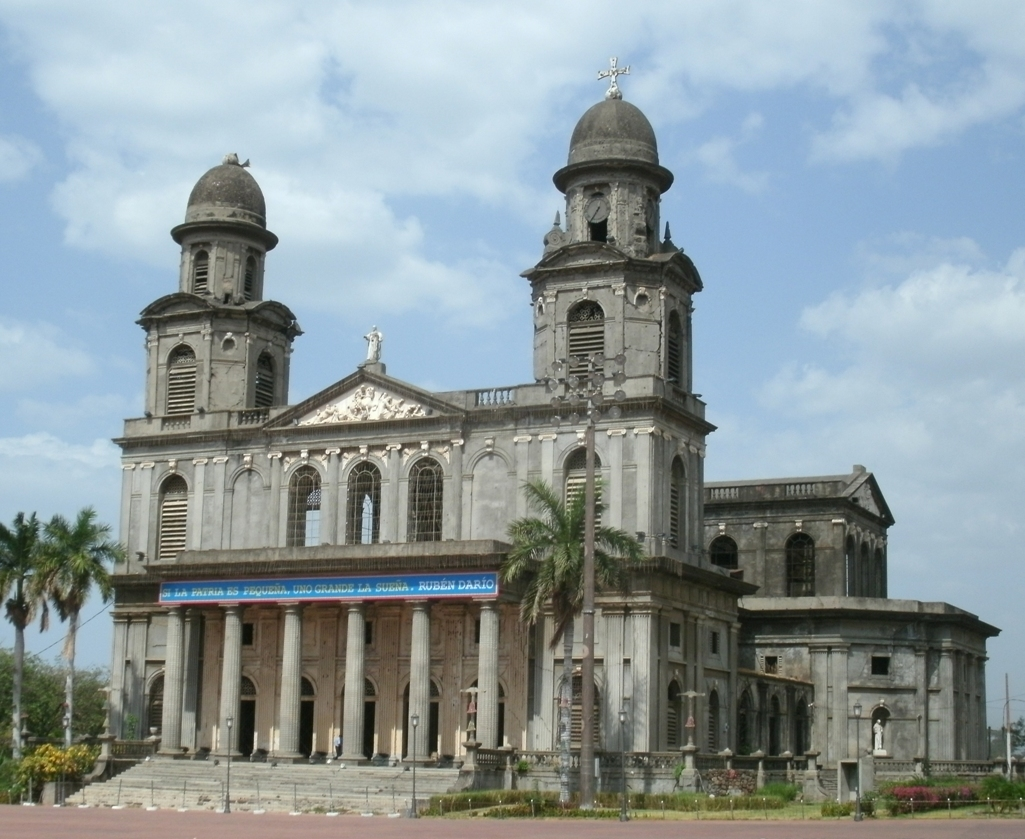
Старый кафедральный собор в Манагуа

## Этимология
Есть два возможных варианта происхождения названия «Манагуа». Возможно, он произошёл от термина «мана-ахуак», который на местном астекском языке переводится как «прилегающий к воде» или «окруженный водой». По другой версии слово пришло из языка чоротега, на котором слово «манагуа» означало «место большого человека» или «вождь». Жители города называют себя «Манагуас» (managuas), «Манагуэнсес» (managüenses) или «Капиталинос» (capitalinos).

## Физико-географическая характеристика
Город расположен на западе страны, на южном берегу озера Манагуа, в 45 км от побережья Тихого океана. Город расположен на линиях разломов, поэтому может находиться в зоне действия землетрясений. Последним крупным землетрясением, нанесшим значительный ущерб столиц, стало землетрясение 1972 года.

### Климат
Манагуа располагается в зоне тропического климата (в классификации Кёппена — Aw) со средней температурой в течение всего года между 28 °C и 32 °C. Ярко выражены два сезона — влажный летний и сухой зимний.
Средняя продолжительность солнечного сияния за год составляет 2759,9 часов.
| Показатель                    | Янв. | Фев. | Март | Апр. | Май  | Июнь | Июль | Авг. | Сен. | Окт. | Нояб. | Дек. | Год  |
| ----------------------------- | ---- | ---- | ---- | ---- | ---- | ---- | ---- | ---- | ---- | ---- | ----- | ---- | ---- |
| Абсолютный максимум, °C       | 37,0 | 37,1 | 37,8 | 38,5 | 38,5 | 37,5 | 39,2 | 35,7 | 36,5 | 36,6 | 35,4  | 36,2 | 39,2 |
| Средний суточный максимум, °C | 31,0 | 32,1 | 33,6 | 34,3 | 34,0 | 31,4 | 30,9 | 31,4 | 30,3 | 30,8 | 30,6  | 30,8 | 31,8 |
| Средняя температура, °C       | 26,3 | 27,2 | 28,5 | 29,3 | 29,3 | 27,2 | 26,8 | 27,2 | 26,8 | 26,5 | 26,3  | 26,2 | 27,3 |
| Средний суточный минимум, °C  | 20,4 | 20,6 | 21,7 | 22,6 | 23,4 | 23,0 | 22,6 | 22,4 | 22,2 | 22,1 | 20,9  | 20,0 | 21,8 |
| Абсолютный минимум, °C        | 15,0 | 15,2 | 17,2 | 19,0 | 16,0 | 20,0 | 20,0 | 19,0 | 15,0 | 17,0 | 15,0  | 16,2 | 15,0 |
| Норма осадков, мм             | 9    | 5    | 3    | 8    | 130  | 224  | 144  | 136  | 215  | 280  | 42    | 8    | 1204 |

## История
Люди жили в этих местах уже в II—I веках до нашей эры, чему свидетельствуют отпечатки ног, найденные близ города в 1874 году.
Манагуа был основан в XVI веке испанскими конкистадорами на месте крупного индейского поселения, и до начала XIX века значения не имел. В 1846 году получил статус города.
В 1852 году было объявлено о намерении перенести столицу в Манагуа. В 1858 году город стал столицей страны.
В 1876 году город пострадал от наводнения, в 1885 году — пострадал от землетрясения.
В 1896 году население составляло около 27 тыс. человек, здесь действовал водопровод. Также, в 1896 году был открыт Национальный музей.
В 1912—1925 и 1926—1933 гг. был оккупирован войсками США.
В 1912 году здесь началось издание правительственной газеты «La Gaceta», в 1926 году — издание газеты «La Prensa», в 1937 году — издание газеты «Novedades».
31 марта 1931 года город сильно пострадал от землетрясения.
В 1933 году началось создание радиовещания.
В 1936 году в городе имел место сильный пожар.
В 1950 году население составляло 109 тыс. человек, здесь действовали несколько небольших предприятий пищевой и кожевенно-обувной промышленности, а также университет.
Летом 1956 года здесь началось телевещание.
В 1962—1963 гг. американской компанией «Эссо стандард» здесь был построен нефтеперерабатывающий завод.
В 1967 г. диктатура семейства Сомосы расстреляла в Манагуа демонстрацию протеста, при этом погибло около 200 человек. Событие стало известным под названием Бойня на Авенида Рузвельт.
В 1971 году население составляло 398,5 тыс. жителей, здесь действовали предприятия текстильной, кожевенно-обувной и цементной промышленности, нефтеперерабатывающий завод, никарагуанское отделение Центральноамериканского университета, Национальная академия философии, Академия географии и истории Никарагуа и другие научные учреждения и общества; Национальный архив и Национальный музей Никарагуа.
23 декабря 1972 года город пострадал от сильного землетрясения.
В ходе боевых действий 1978—1979 гг. город пострадал, но в дальнейшем был восстановлен.
В 1981 году численность населения города составляла 615 тыс. человек, он являлся транспортным узлом (шоссейных и железных дорог), политическим и культурным центром. Основу экономики в это время составляли предприятия текстильной, пищевой (пивоваренный и ликёро-водочный заводы, фабрика по производству растворимого кофе, производство пастеризованного молока, хлебобулочных и кондитерских изделий, мясохладобойня и др.), химической (единственный нефтезавод в стране), кожевенно-обувной и цементной промышленности, а также производство мебели
В начале 1980-х годов с помощью СССР в Манагуа были построены больница и поликлиника.
В 1985 году численность населения города составляла 682 тыс. человек. В июле 1986 года в пригороде Манагуа была введена в эксплуатацию наземная станция космической связи системы "Интерспутник", построенная при содействии СССР.
6 сентября 2014 года в 23:04 по местному времени (7 сентября в 09:04 по МСК) в окрестностях аэропорта Манагуа упал метеорит, оставив кратер диаметром 12 метров и глубиной 5,5.

## Экономика
Город является промышленным и финансовым центром страны. Здесь находятся офисы множества крупных национальных и международных компаний. Манагуа также является основным социальным и политическим центром Никарагуа. В столице находятся офисы всех национальных банков, в том числе Центрального Банка Никарагуа. В Манагуа находится множество отелей и несколько крупных торговых центров. В столице из-за растущей экономики растёт спрос на коммерческую недвижимость, что провоцирует её строительство, однако в последние годы из-за политической нестабильности в стране и начала рецессии в экономике спрос на недвижимость падает, а строительство новой недвижимости практически не ведется.

## Культура
Манагуа является культурной столицей Никарагуа. Здесь есть множество ресторанов, театров, музеев и торговых центров. Город также является домом для многих сообществ иммигрантов из других стран Латинской Америки, а также Китая. Из-за этого в городе можно найти рестораны с кухнями разных стран мира, в том числе и китайской.

## Города-побратимы
Манагуа имеет 24 города-побратима:
- Амстердам, Нидерланды
- Бразилиа, Бразилия
- Буэнос-Айрес, Аргентина
- Валенсия, Испания
- Вашингтон, США
- Гавана, Куба
- Гватемала, Гватемала
- Каракас, Венесуэла
- Кито, Эквадор
- Куритиба, Бразилия
- Лима, Перу
- Лос-Анджелес, США
- Мадрид, Испания
- Майами, США
- Мехико, Мексика
- Монреаль, Канада
- Оспиталитет, Испания
- Панама, Панама
- Реус, Испания
- Рио-де-Жанейро, Бразилия
- Сан-Сальвадор, Сальвадор
- Санто-Доминго, Доминиканская Республика
- Сан-Хосе, Коста-Рика
- Сантьяго, Чили
- Сухум, Абхазия
- Тайбэй, Тайвань
- Тегусигальпа, Гондурас
- Трухильо, Перу
- Халапа-Энрикес, Мексика

## Галерея

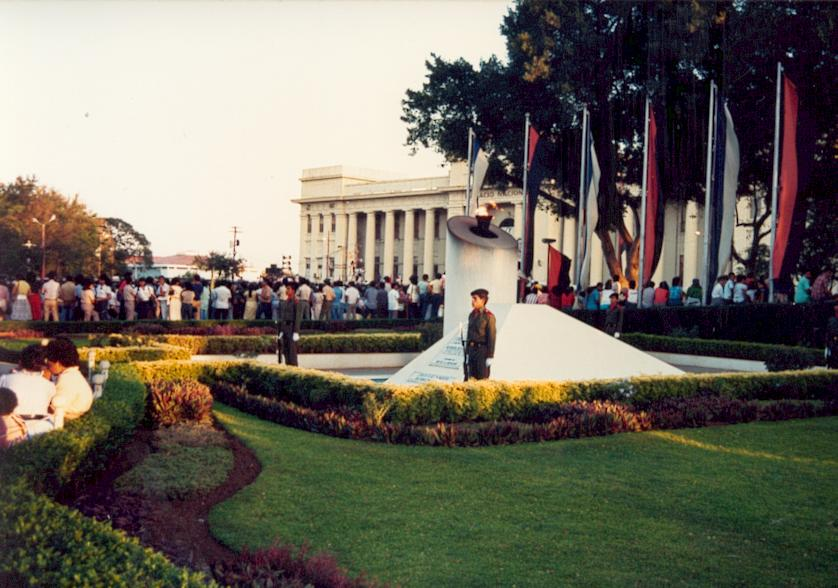
Мавзолей Карлоса Фонсеки в Манагуа.
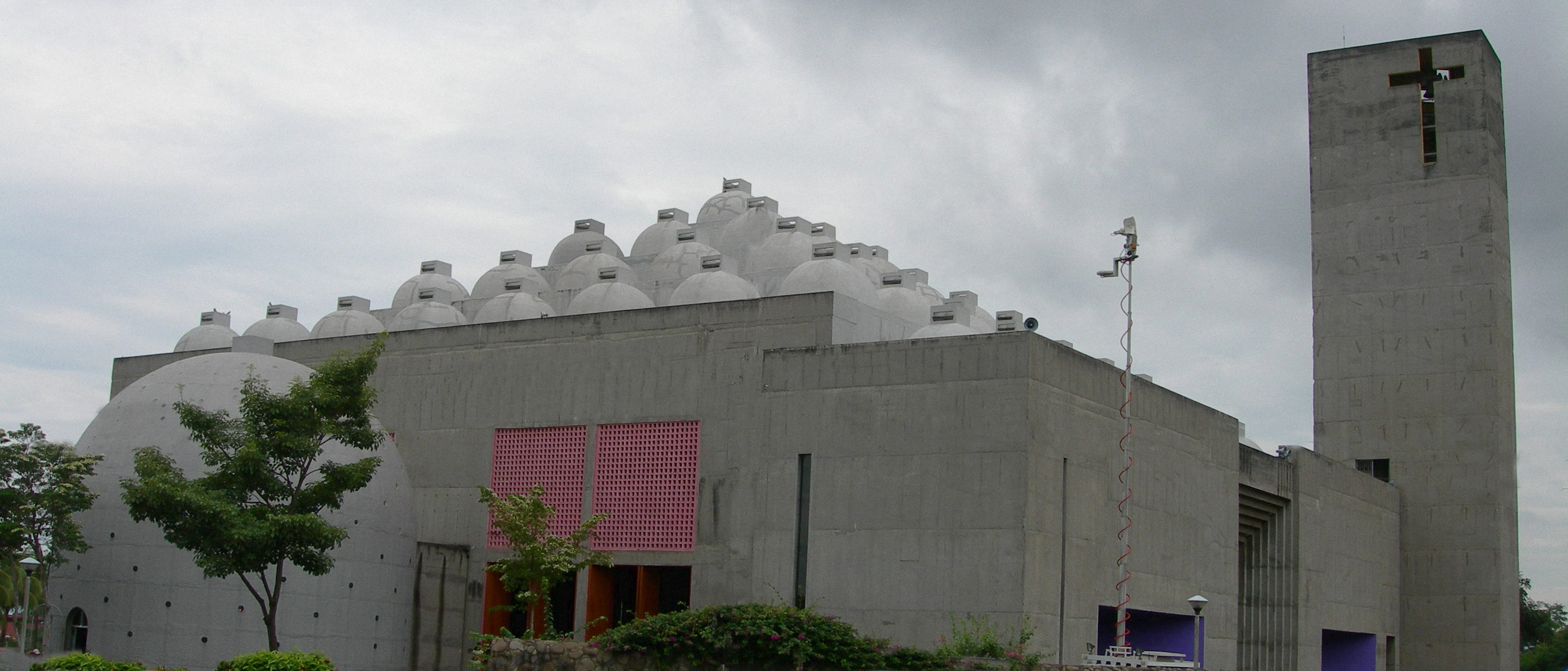
Новый Собор Манагуа
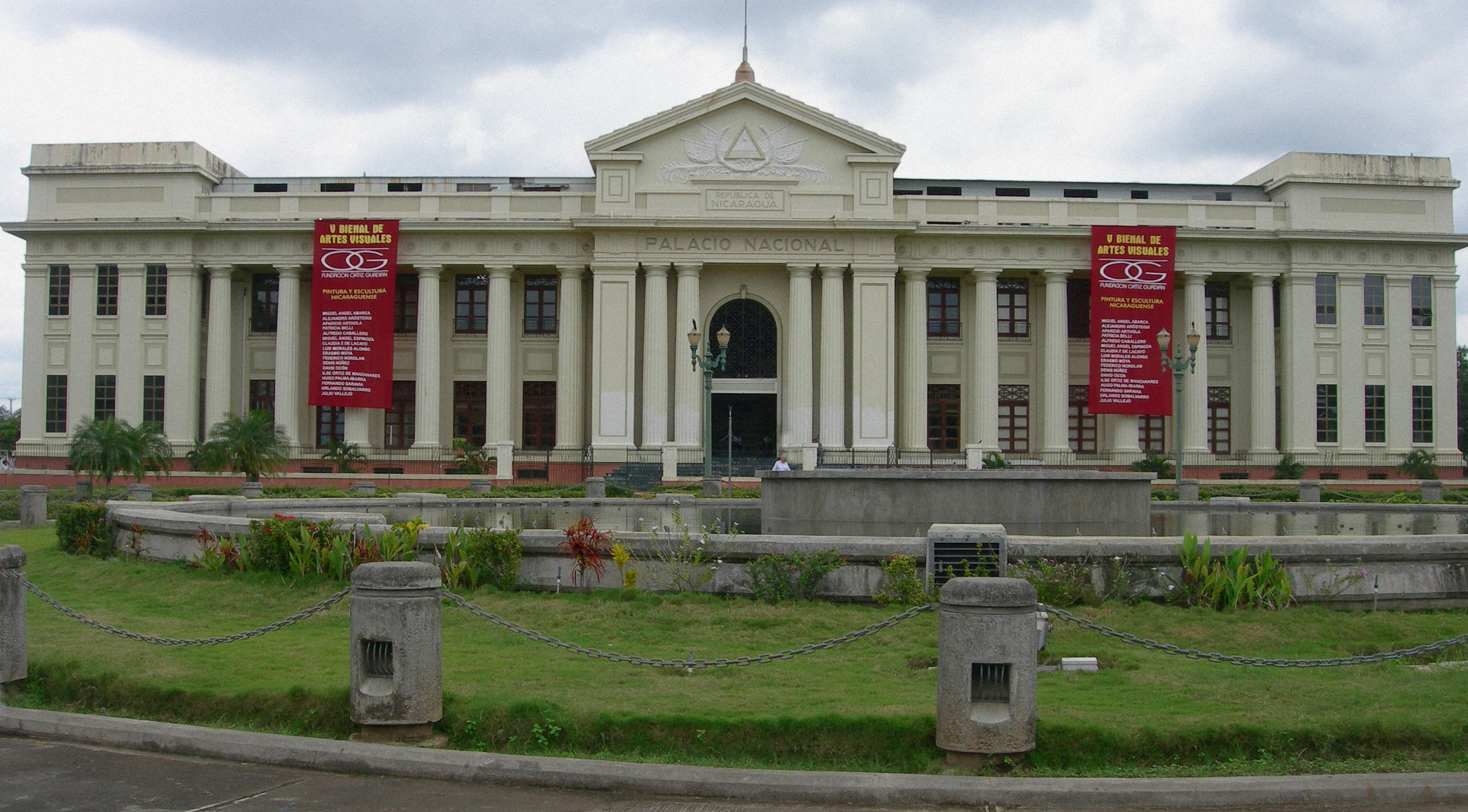
Национальная галерея
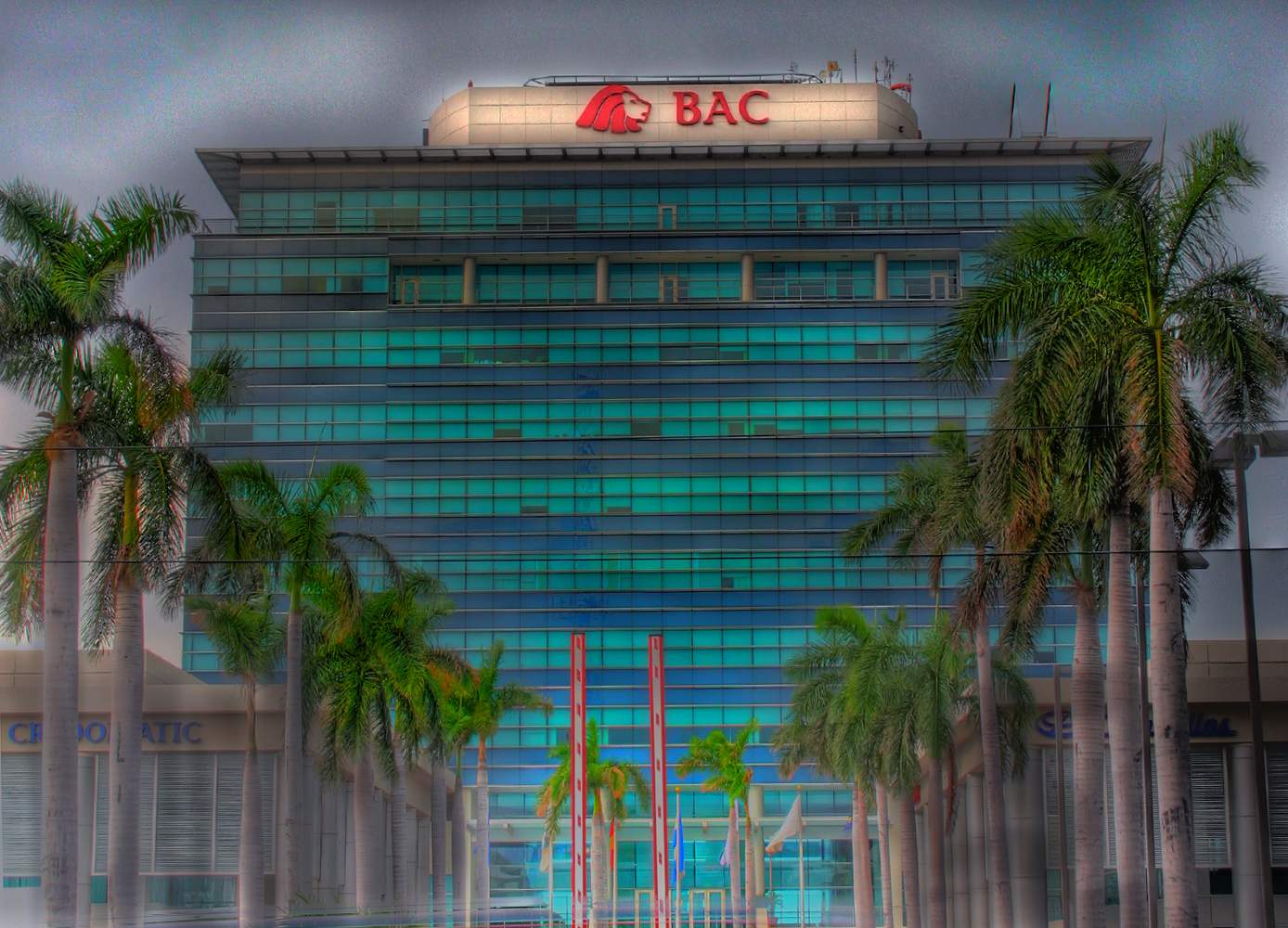
Банк Центральной Америки
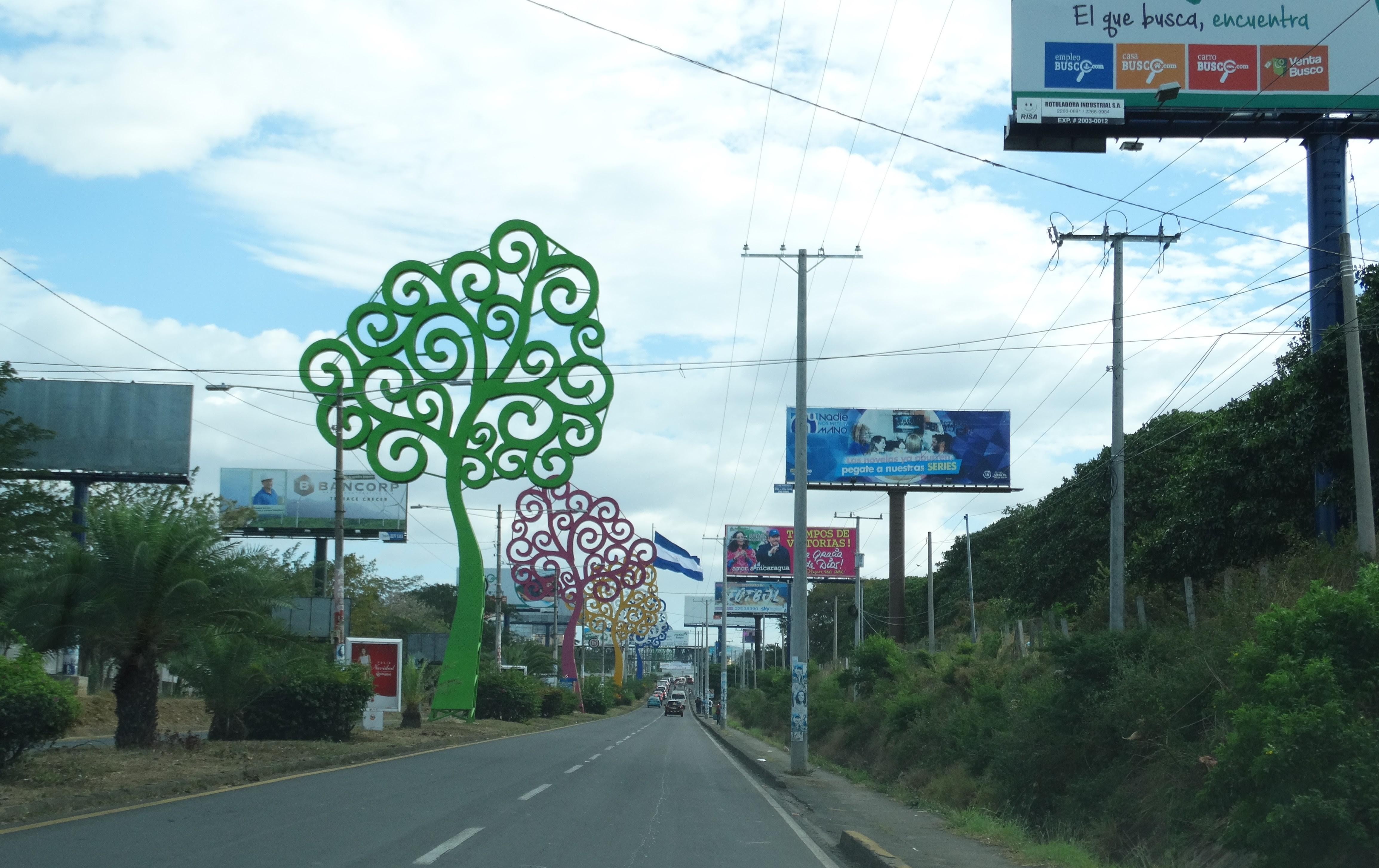
Искусственные цветы на улицах города